# Aleiodes laphygmae
Aleiodes laphygmae är en stekelart som först beskrevs av Henry Lorenz Viereck 1912.  Aleiodes laphygmae ingår i släktet Aleiodes och familjen bracksteklar. Inga underarter finns listade i Catalogue of Life.